# フィル・グリーニング
フィル・グリーニング（Phil Greening、1975年10月3日 - ）は、イングランド出身のラグビー指導者。2024年9月1日から男子セブンズ日本代表のヘッドコーチを務める。

## 選手としての経歴
小学校ではサッカーで活躍し、その卒業後からラグビーを始める。
出身地のチームであるグロスター、そしてセール・シャークスを経て、1999-2000シーズンにワスプスに入団した。
ワスプスでは、2002-2003シーズンと2003-2004シーズンに、あわせて4つのクラブトロフィーを獲得するなど、大きな成功を収めた。ワスプスが2002-03年のプレミアシップ決勝で優勝した際にはリザーブ選手として出場し、2年後には3連覇した際には先発選手として出場した。
2004年の大半をケガとその療養に費やし、ワスプスの2004年プレミアシップ決勝と2004年ハイネケンカップ決勝での勝利の際には、出場を逃した。
15人制イングランド代表としては、1996年11月23日イタリア代表戦に初出場。ワールドカップ1999にも出場した。15人制としては24キャップを持つ。
2001年にはブリティッシュ・アンド・アイリッシュ・ライオンズの一員としてオーストラリア遠征をした。
7人制イングランド代表としてはキャプテンも務め、2002-2003年の香港セブンズでもプレーした。

## コーチとしての経歴
ケガのためワスプスを引退した後は、2007年まで7人制男子イングランド代表チームのアシスタントコーチとしてマネジメントに加わった。
ウェールズのニューポートにあるドラゴンズに移りコーチ職を続け、その後2011年までヘッドコーチを務めた。国際的なクラブチームのSamurai International（現・Shogun Rugby Football Club）でも指導をして、ミドルセックスセブンズ（Middlesex International 7s）で2010年と2011年に優勝した。
2012年8月15日、7人制男子スコットランド代表のヘッドコーチ兼プログラムマネージャーに就任。2013年からは、7人制男子アメリカ合衆国代表のアシスタントコーチを10年間務めた。
2024年9月1日、7人制男子日本代表のヘッドコーチに就任。